# Universitario de Sucre
Maillots

Le Club Universitario San Francisco Xavier, plus connu sous le nom d'Universitario de Sucre, est un club bolivien de football basé à Sucre.

## Palmarès
- Championnat de Bolivie (2)
  - Champion : 2008 (A), 2014 (C)

- Coupe Simón Bolivar (1)
  - Champion : 2005

## Anciens joueurs
- Augusto Andaveris